# カール5世 (神聖ローマ皇帝)
カール5世（ドイツ語：Karl V、1500年2月24日 - 1558年9月21日）は、神聖ローマ皇帝（在位：1519年 - 1556年）にしてスペイン国王カルロス1世（スペイン語：Carlos I、在位：1516年 - 1556年）。神聖ローマ皇帝マクシミリアン1世の長男フィリップとスペイン女王フアナの嫡子で母語はフランス語。敬虔なカトリック教徒であり、ドイツ諸侯連合と化していた現実の帝国とは異なる中世的・普遍的なキリスト教帝国の理念を信じた。フランス王国と戦ってイタリアでの覇権を勝ち取り、1530年2月22日 ボローニャでイタリア王カルロ5世として戴冠。2日後にはローマ教皇から戴冠された最後の神聖ローマ皇帝カール5世となった（1530年2月24日）。しかし、その間に帝国ではマルティン・ルターによる宗教改革が発生し、アウクスブルクの和議による妥協に追い込まれた。ヨーロッパ各地を転戦した無理が祟って晩年は体調を崩し、嫡子フェリペにスペイン王国を、弟フェルディナントに神聖ローマ帝国を譲り退位した。

## 血筋
ブルゴーニュ公・フィリップ4世とカスティーリャ女王・フアナの間に生まれた。母方の祖父母は結婚によってスペイン王国を誕生させ、のちにグラナダ王国を制圧しイベリア半島からイスラーム勢力を駆逐した「カトリック両王」ことアラゴン国王・フェルナンド2世およびカスティーリャ女王・イサベル1世であった。さらに父方の祖父母は神聖ローマ皇帝であるマクシミリアン1世と、かつてヴァロワ朝フランス王国とすら互角に渡り合った大国ブルゴーニュ公国の女公マリーという、当時のヨーロッパ王族のサラブレッドともいうべき血筋の生まれであった。
カール5世の統治領域の中心はスペインであり母・フアナもスペイン出身であったが、カール5世本人は自分の生まれ故郷のネーデルラント・フランドルに愛着を持っており、言語の問題から当初は馴染めなかった。現代スペインに続く金羊毛騎士団の継承・増員に見られるように、曾祖父・シャルルのブルゴーニュ公国の継承者という自覚も強かった。それでもカール5世はスペイン王位についてから熱心にスペイン語を覚え、スペインを統治した。ちなみに弟のフェルディナントは兄とは対照的に、スペイン生まれのスペイン育ちであるが中欧の神聖ローマ帝国の帝位に就くこととなった。
また、父方からハプスブルク家の血を受け継いだ神聖ローマ皇帝であるものの、ドイツ人とも言いがたい。カール5世はフランドルのガンにて生を享けたが、母語は当時のフランドル貴族の公用語であったフランス語であった。

### 系譜
| カール5世 | 父 ブルゴーニュ公 フィリップ4世 | 祖父 神聖ローマ皇帝 マクシミリアン1世 | 曽祖父 神聖ローマ皇帝 フリードリヒ3世 | 高祖父 オーストリア公 エルンスト    |
| カール5世 | 父 ブルゴーニュ公 フィリップ4世 | 祖父 神聖ローマ皇帝 マクシミリアン1世 | 曽祖父 神聖ローマ皇帝 フリードリヒ3世 | 高祖母 ツィンバルカ                 |
| カール5世 | 父 ブルゴーニュ公 フィリップ4世 | 祖父 神聖ローマ皇帝 マクシミリアン1世 | 曽祖母 ポルトガル王女 エレオノーレ[1] | 高祖父 ポルトガル国王 ドゥアルテ1世 |
| カール5世 | 父 ブルゴーニュ公 フィリップ4世 | 祖父 神聖ローマ皇帝 マクシミリアン1世 | 曽祖母 ポルトガル王女 エレオノーレ[1] | 高祖母 レオノール                   |
| カール5世 | 父 ブルゴーニュ公 フィリップ4世 | 祖母 ブルゴーニュ女公 マリー          | 曽祖父 ブルゴーニュ公 シャルル[2]     | 高祖父 ブルゴーニュ公 フィリップ3世 |
| カール5世 | 父 ブルゴーニュ公 フィリップ4世 | 祖母 ブルゴーニュ女公 マリー          | 曽祖父 ブルゴーニュ公 シャルル[2]     | 高祖母 イザベル                     |
| カール5世 | 父 ブルゴーニュ公 フィリップ4世 | 祖母 ブルゴーニュ女公 マリー          | 曽祖母 イザベル                       | 高祖父 ブルボン公 シャルル1世       |
| カール5世 | 父 ブルゴーニュ公 フィリップ4世 | 祖母 ブルゴーニュ女公 マリー          | 曽祖母 イザベル                       | 高祖母 アニェス                     |
| カール5世 | 母 カスティーリャ王 フアナ      | 祖父 アラゴン国王 フェルナンド2世     | 曽祖父 アラゴン国王 フアン2世         | 高祖父 アラゴン国王 フェルナンド1世 |
| カール5世 | 母 カスティーリャ王 フアナ      | 祖父 アラゴン国王 フェルナンド2世     | 曽祖父 アラゴン国王 フアン2世         | 高祖母 レオノール                   |
| カール5世 | 母 カスティーリャ王 フアナ      | 祖父 アラゴン国王 フェルナンド2世     | 曽祖母 フアナ                         | 高祖父 ファドリケ                   |
| カール5世 | 母 カスティーリャ王 フアナ      | 祖父 アラゴン国王 フェルナンド2世     | 曽祖母 フアナ                         | 高祖母 マリアナ                     |
| カール5世 | 母 カスティーリャ王 フアナ      | 祖母 カスティーリャ王イサベル1世      | 曽祖父 カスティーリャ王フアン2世      | 高祖父 カスティーリャ王エンリケ3世  |
| カール5世 | 母 カスティーリャ王 フアナ      | 祖母 カスティーリャ王イサベル1世      | 曽祖父 カスティーリャ王フアン2世      | 高祖母 キャサリン                   |
| カール5世 | 母 カスティーリャ王 フアナ      | 祖母 カスティーリャ王イサベル1世      | 曽祖母 イザベル[3]                    | 高祖父 ポルトガル王子 ジョアン      |
| カール5世 | 母 カスティーリャ王 フアナ      | 祖母 カスティーリャ王イサベル1世      | 曽祖母 イザベル[3]                    | 高祖母 イザベル                     |

[1]の父はポルトガル国王ドゥアルテ1世。ジョアン1世の子で、弟にエンリケ航海王子や[3]の父ジョアン、妹に[2]の母イザベルがいる。よって、[1]と[2]と[3]は、共にジョアン1世を祖父とするいとこ同士となる。

## 生涯

### 生い立ち

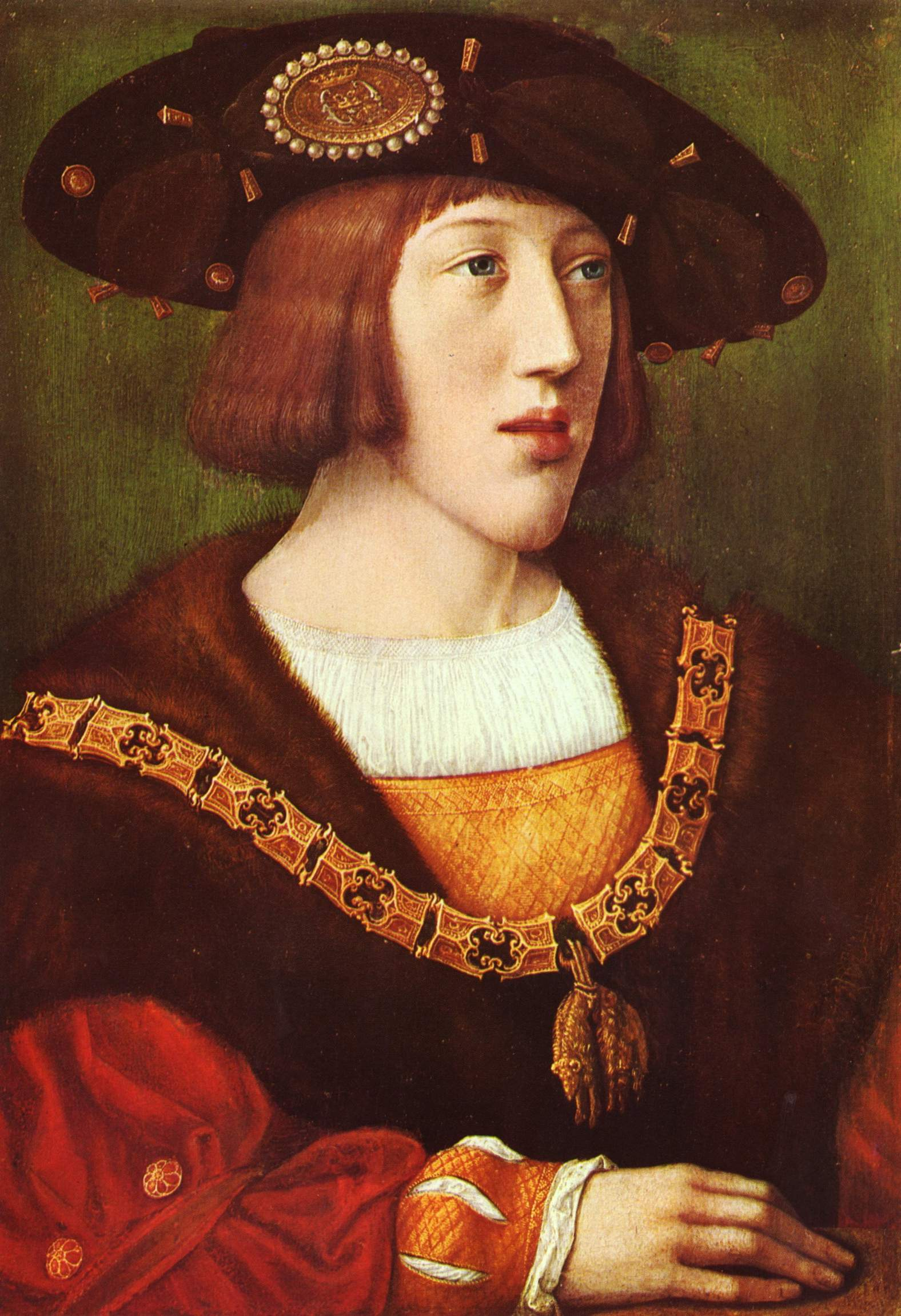
少年時代のカール、ベルナールト・ファン・オルレイ画

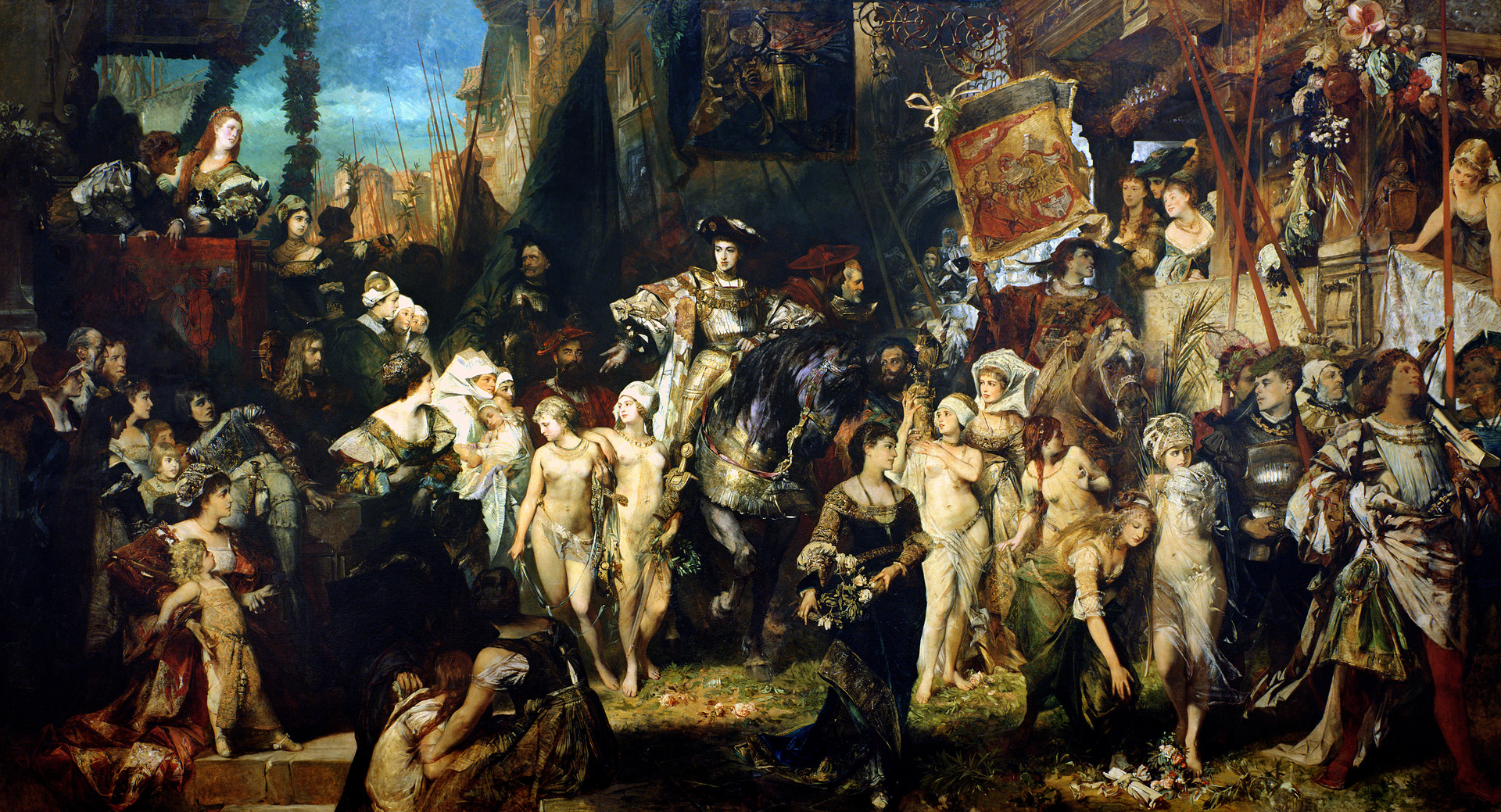
『カール5世のアントワープ入城』、ハンス・マカルト画

1500年にフランドルのガン（ヘント）で生まれ、1517年までネーデルラントで育った。名前は曾祖父・ブルゴーニュ公シャルルにちなむ。共に暮らしていた両親は、1506年にカスティーリャ王位を継承するためスペインへ渡った。残されたカールは叔母のネーデルラント総督マルグリットに育てられた。少年時代の個人教師には、後に教皇 ハドリアヌス6世となったオランダ人、ユトレヒトのアドリアンがおり、恵まれた環境で帝王学を学んだ。さらに側近としてシェブレ侯やジャン・ル・ソヴージュ、メルクリノ・ガッティナラらが従っていた。
1506年、スペインに渡ったばかりの父が急死すると、幼くしてネーデルラントの継承者ブルゴーニュ公となった。1516年に外祖父・フェルナンド2世が死去すると、スペイン語を解さなかったカールはブリュッセルにいながら母フアナと共同統治という形でカスティーリャ国王になった。それは同時にアラゴン王国・ナバラ王国・グラナダ・ナポリ王国・シチリア王国・サルデーニャ王国・スペイン領アメリカにいたる広大な領域の統治者となったことを意味していた。1515年、父方の祖父・神聖ローマ皇帝 マクシミリアン1世によりハンガリー王国・ボヘミア王国の王家であるヤギェウォ家との二重結婚が取り決められたが、アンナ王女がカールと弟フェルディナントのどちらの妃となるかはその時点では未定だった。結婚相手を将来の皇帝であるカールではなくフェルディナントに決めると、ハンガリー王国側からは猛反発を受けたが、フェルディナントとアンナにとっては幸福な結婚となった。
1517年に初めて「本国」スペイン入りし、トルデシリャスで母と再会すると、バリャドリッドで摂政ヒメネス・デ・シスネロス枢機卿を解任して親政を開始。1519年に祖父・マクシミリアン1世が死去すると、オーストリアをはじめとするハプスブルク家の領土を継承した。さらに叔母にして育ての母・マルグリットやフッガー家の支援を得て、1519年6月28日には生涯の宿敵・フランス国王 フランソワ1世を破り、フランクフルトに集まった選帝侯達が全票をカールに投じてローマ王に選出された。しかしこの選挙資金のために統治早々にして莫大な負債を負っている。1520年には戴冠式の途上、イングランド王国に立ち寄って国王 ヘンリー8世夫妻と対面している。ヘンリー8世の王妃キャサリンはカールの叔母だったからである。その後、同年10月22日に伝統に従ってアーヘンでローマ王としての戴冠を受けた。ローマ王となったカールは祖父マクシミリアン1世の例に倣って教皇からの戴冠を受けることなく神聖ローマ皇帝と見なされた。
しかし戴冠式の最中に、ローマ王選挙に使用する懐柔工作資金（スペイン王国の国家予算5年分）の国外持ち出し、「外国人君主と外国人顧問・側近」の統治に反発していたトレドやセゴビアなどカスティーリャの諸都市が、カールがコルテスで新たに3年毎の40万ドゥカットの上納金と商品売上に対する税を課したことを端緒に一揆契約を結び、コムネロスの反乱が勃発した。コムネロスの反乱は外国人幹部によるスペイン支配への抵抗から、貴族の特権に対する反乱へと変質していった 。1521年にカールは1年余り続いたこの内乱を鎮圧したことで名実共にスペインの支配者となり、強大な兵力を率いて生涯各地を転戦した。しかし、これ以降スペインはハプスブルク家の進める戦争への財物供出を余儀なくされ、カスティーリャ王国・アラゴン王国からの税収やインディオの奴隷労働によってポトシなどから収奪された金銀はスペインの為に使われる事はなく、ハプスブルク家の利害のために使われ諸外国に流出した。

### フランスとの戦い、宗教改革への対応

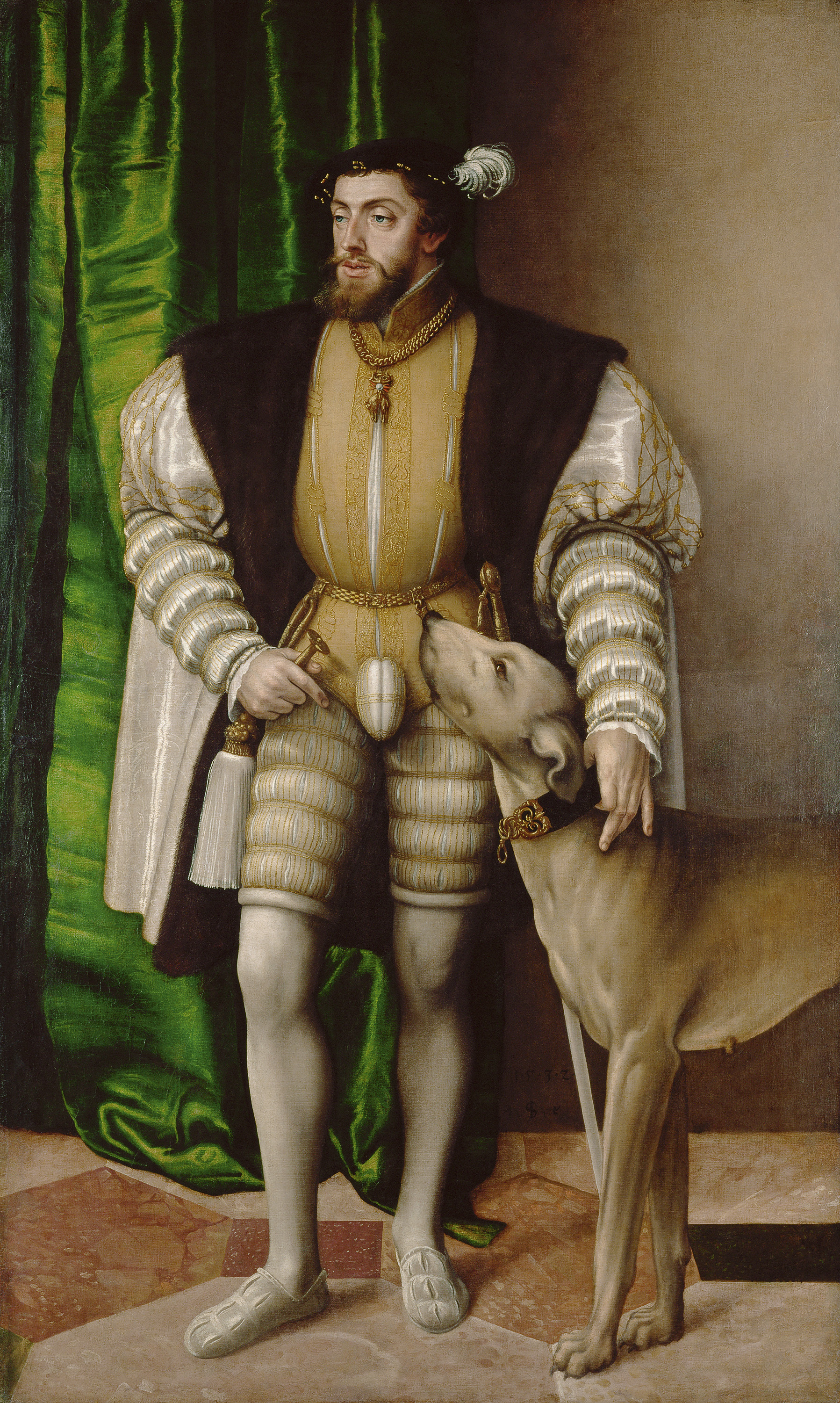
ヤーコプ・ザイゼネッガー画、1532年

カール5世時代のハプスブルク家の領土。西ヨーロッパの大半を手中にした。
カスティーリャ
アラゴン
ブルゴーニュ
オーストリア
神聖ローマ帝国の境界

カールは生涯フランス国王 フランソワ1世・アンリ2世父子との戦争を繰り返すことになる。初めは1521年に北イタリアで争い、後にイタリア全土を戦火に投じることになる。1527年にはカールのドイツ人傭兵達がローマで狼藉を働いた。これがローマ劫掠である。このような行為はカールの意図するところではなかったとされるが、実際はカールが傭兵達に十分な報酬を支払わなかったことが原因だった。結果的にカールの軍勢を恐れた教皇クレメンス7世がイングランド国王 ヘンリー8世の結婚無効の申請を却下し、イングランドのローマ教会からの離反へとつながっていく。
神聖ローマ皇帝として、カール5世は当時論議となっていたマルティン・ルターの扱いにも苦慮し、身の安全を保障してヴォルムス帝国議会に召喚。結果的にルターの主張を認めず、同調者達と共に法の保護を剥奪（帝国追放）した。ここで処罰とまではいかなくとも逮捕・拘束しておけばプロテスタントの興隆を食い止められただろうと後悔することになるが、若き皇帝は身の安全を保障した約束を破ることを良しとせず、スペインの統治・フランス国王との抗争に忙殺される中でルター派は広がっていった（反対の例としてジギスムントはコンスタンツ公会議において約束を反故にしてヤン・フスを見殺しにして、フス戦争に至った）。
ヘンリー8世と同盟して行った対フランス戦争では1525年にパヴィアの戦いでフランス国王 フランソワ1世を捕虜とすることに成功し、1526年にフランスの北イタリアにおける権益を全面放棄するというマドリード講和条約を承認させた。しかし、フランソワ1世は釈放されるとすぐに前言を翻してこの条約を破棄。そこで1528年、サン・ジョルジョ銀行から融資を受けて、再びの抗争に入った。1529年にあらためてフランスとの間に貴婦人の和約と称されるカンブレー講和条約を、ローマ教皇庁との間にバルセロナ和約を結んで、北イタリアにおける権益を確保したが、その引き換えにブルゴーニュ公国を手放した。1530年にはボローニャでイタリア王、神聖ローマ皇帝としての正式な戴冠式を行った。ローマ教皇によって帝冠を受ける儀式はこれが最後になる。1524年に起きたドイツ農民戦争とシュマルカルデン同盟の成立に際しては手一杯だったカール5世は、弟のフェルディナントを代行としてドイツ地方における政務を委託している（フェルディナントは1556年に神聖ローマ皇帝に即位した）。

### オスマン帝国との戦い

『カール5世騎馬像』、ティツィアーノ・ヴェチェッリオ画、1548年

やがてカール5世は、ヨーロッパを圧迫していたオスマン皇帝・スレイマン1世との戦いにも身を投じるようになる。当時、地中海ではオスマン帝国艦隊が制海権を握り、陸上では1529年にウィーンが包囲されるまでになっていた（第一次ウィーン包囲）。しかしカール5世は1535年のチュニスにおいて勝利し（チュニス征服）、1536年には宿敵フランソワ1世と対オスマン帝国同盟を結んだ。フランスがオスマン帝国と単独講和してもカール5世は和睦しなかったが、1538年のプレヴェザの海戦でローマ教皇・ヴェネツィア共和国と結ぶも敗退し、地中海の制海権を失う。最終的に1543年にフランスとはクレピーの和約を結び、戦費の増大のためにオスマン帝国とも講和せざるを得なくなった。これにより、オスマン帝国との決着は息子のフェリペ2世に引き継がれることとなった。

### トリエント公会議と宗教和解への努力
カール5世は宗教問題解決のため、公会議の実施に尽力し、1545年のトリエント公会議の開会でその努力は実を結んだ。公会議はカール5世の意図したルター派のカトリックへの改宗という成果はなかったが、カトリック教会の対抗改革の頂点となり、カトリック教会再生の契機となった。
その間もドイツではシュマルカルデン同盟との戦いが続いていたが、ザクセン公 モーリッツを味方に引き入れたことによって、戦況はカール5世に有利に傾き、1547年4月24日のミュールベルクの戦いで決定的な勝利を収めた。同盟の2人の中心的指導者ザクセン選帝侯 ヨハン・フリードリヒとヘッセン方伯 フィリップ1世を虜囚とすることに成功した。これ以上の内戦の激化を危惧したカール5世は1548年にアウクスブルクで暫定規定（Interim）を発令し、カトリックとプロテスタントのドイツにおける共存を提案した。しかし1552年3月カールの新教に対する強圧的な態度に反発したモーリッツの襲撃を受けて逃亡、戦勝による優位を失った。この結果8月にルター派を容認する旨の和平交渉が結ばれ（パッサウ条約）、これを原型に1555年にアウクスブルクの和議が結ばれることになる。

### カール5世宮
カール5世宮はアルハンブラ宮殿の中に建てられたカール5世の宮殿である。この宮殿は画家のペードロ・マチューカが1526－27年にデザインした。工事は1568年まで行われた。
カール5世宮は正方形から構成されていて、正方形の一つの角を切り落として八角形のオラトリー（祈祷室）になっている。4つの入り口は正方形の各側面の中央に配置されていて、中央の円形中庭へ導ていくつくりになっている。この円形中庭はペードロ・マチューカがなくなった後にその子のルイス・マチューカによって建造されたがペードロのデザインに従って作られている。宮殿には２つの特色がある。1つ目は円形中庭の壁面構成は2層のドリス式・イオニア式のオーダが重ねて作られている。スペインではプラテレスコ様式が主流であったためそれとは異なった純粋なルネサンス的建築である。2つ目はアーケードではなく、まっすぐなエンタブラチュアが使用されていることである。
ムーア人の反乱によって工事は中断され、カール5世宮は未完成のままに終わった。その後、紆余曲折を経て1930年に完成し、カール5世没後400年記念の1958年、グラナダ美術館が移転した。

### 退位と晩年
1548年の国事勅定ではネーデルラント17州のスペイン王国およびフランスからの分離独立を認めている。さらに1550年には「バリャドリッド論争」の名で知られる、アメリカ先住民の地位とインディアス問題に関する審議会を開いている。これは、インディオの人権問題をたびたび告発してきたラス・カサスらの長年の活動が実ったともいえるものである。最終的にエンコミンダの世襲化の導入が阻止されるなど、ラス・カサスの努力が報われる形となり、アメリカ先住民への不当な行為の撤廃を目指した、当時のヨーロッパ社会では非常に画期的な審議会となった。
1555年、長年の痛風及び統治と戦争に疲れたカール5世は、ついに退位を決意する。フェリペだけでなく、弟フェルディナント、姉エレオノーレ、妹マリアも出席したブリュッセルでの退位式では、「余はドイツへ9回、スペインへ6回、イタリアへ7回、フランドルへ10回、フランスへ4回、イギリス、アフリカへ2回ずつ、合計40回におよぶ旅をした。（略）これまで余は、経験不足や、あまりの向こう見ずさなどによって、多くの過ちを犯してきた。しかし、決して誰かを傷つけようという意図は持っていなかった。もし万一、そんなことがあったとすれば、ここに許しを請いたい」と言って、涙で演説がとぎれたという。
両親から受け継いだスペイン・ネーデルラント関係の地位と領土は全て息子のフェリペ2世に譲り、父方の祖父から受け継いだオーストリア・神聖ローマ帝国関係の地位と領土は弟のフェルディナント1世に継承させた。これをもって、ハプスブルク家はオーストリア・ハプスブルク系とスペイン・ハプスブルク系に分裂することになった。この頃すでに神経衰弱気味であったといわれているカール5世は、スペインのユステ修道院に隠棲し、1558年に58歳で亡くなった。晩年の10年ほどは常に痛風の激痛に悩まされていた。

## 容姿
両親の血を引いて生まれつき顎の筋力が弱く、下顎前突症であり、また幼少期の病気により鼻腔が閉塞気味であったため、多くの肖像画でも見られる通り、一見すると非常に下顎が突出しているように見え、常に口の開いた状態だったとされている。彼は均整のとれた体型で、中背で美しい青い目をしていたが、顎のせいで顔がぼやけていたと描写されている。<ref>https://redderutascarlosv.wordpress.com/2023/06/20/a-brief-physical-description-of-emperor-charles-v/</ref>

## 子女

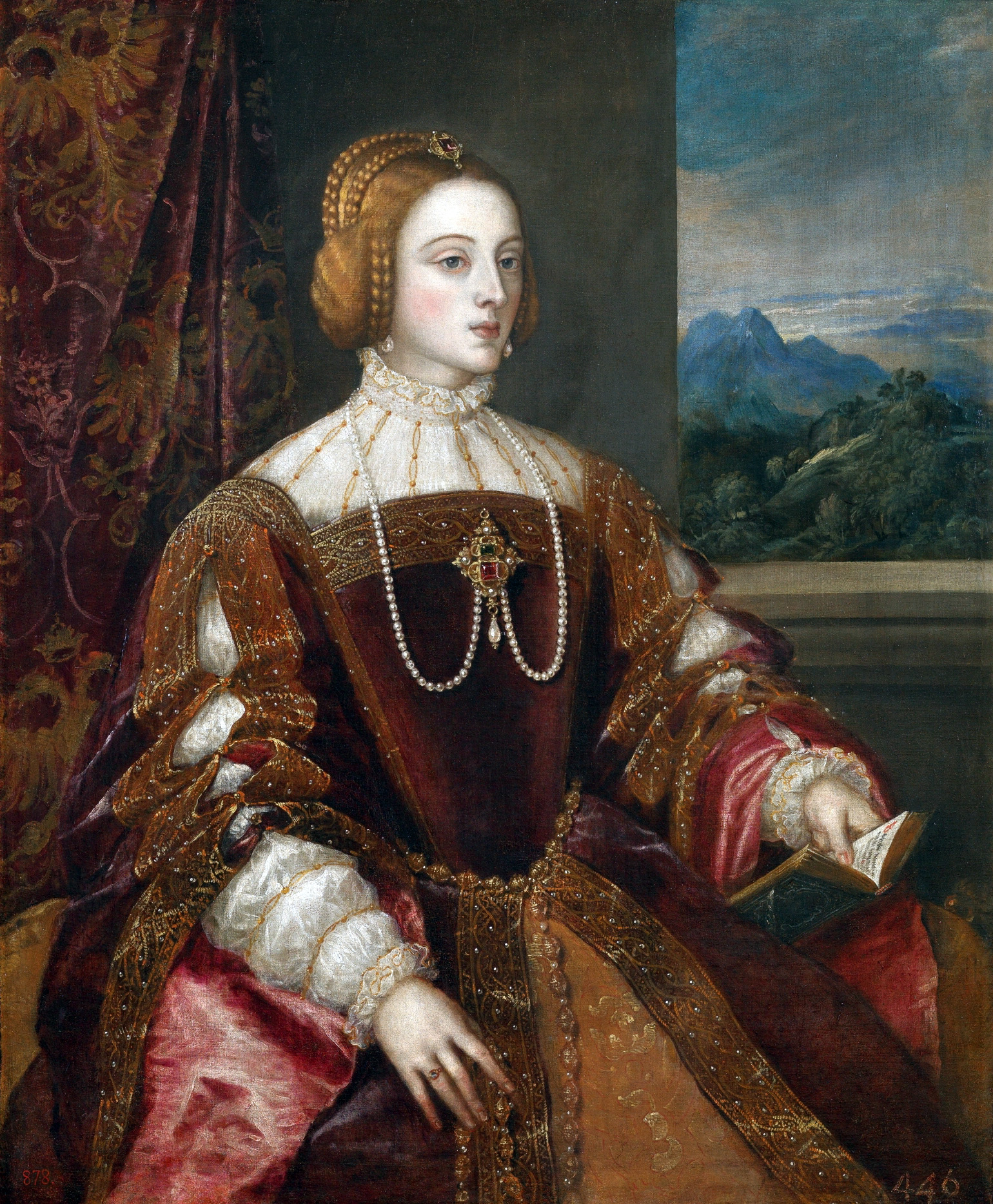
ティツィアーノ・ヴェチェッチオの『ポルトガル王女イザベルの肖像』。プラド美術館所蔵。

1526年3月10日にセビリアの王宮で、ポルトガル国王 マヌエル1世の王女で、互いに母方の従兄妹であるイサベルと結婚した。前年の1525年にイサベルの兄ジョアン3世とカール5世の妹カタリナが結婚するという二重結婚であった。また、カール5世の姉レオノールは1518年にマヌエル1世の3番目の王妃となったが、マヌエル1世とは1521年に死別していた。
イサベルとの間には3男2女が生まれた。うち男子2人は夭逝した。
- フェリペ2世（1527年 - 1598年） - スペイン国王・ポルトガル国王
- マリア（1528年 - 1603年） - 神聖ローマ皇帝 マクシミリアン2世の皇后
- フェルナンド（1530年）
- フアナ（1535年 - 1573年） - ポルトガル国王 ジョアン3世の子 ジョアン・マヌエル王太子妃
- フアン（1539年）

人の良い性格であったため、貴族身分の母から庶子が生まれれば認知し、商人・工人身分の母から子が生まれれば修道院などへ入れた。うち有名なのは、ヨハンナ・ファン・デル・ヘインストが儲けたマルガリータ（1522年 - 1586年）と、バルバラ・ブロムベルクが儲けたレパント海戦の英雄ドン・フアン・デ・アウストリア（1547年 - 1578年）である。事跡の不明な子女としては、祖父フェルナンド2世の後妻ジェルメーヌ・ド・フォワが儲けた女子イサベル (es) と夭折した子、オルソリーナ・デッラ・ペンナが儲けた女子タデア、母不詳の女子フアナ、などが知られている。

## 人物
カール5世は必ずしもフランス人の血を色濃く引いているわけではなかったが、フランスとパリをこよなく愛した。当時の貴族の常として、西欧最大の都市にして西ヨーロッパ社交界の中心都市であったパリに数回滞在しており、フランス社交界でも「シャルル・カン」（フランス語: Charles Quint）として知られていた。父・フィリップも親仏派だったといわれるが、カール5世は「パリはもはや都市というより、一つの世界だ」（ラテン語: Lutetia non urbs, sed orbis.）と言ったと伝えられる。最もよく使ったのもフランス語だったが、皮肉なことに政治的にはフランス国王と生涯にわたり激しい対立関係にあった。
スペイン国王として、また神聖ローマ皇帝として、生涯かけてヨーロッパ全土を回り、北アフリカにまで足を伸ばしている。多言語話者であったと言われており、カール5世の言葉として伝えられる有名なものに「スペイン語は神への言葉、イタリア語は女性への言葉、フランス語は男性への言葉、ドイツ語は馬への言葉」というものがある。しかし、実際にカール5世が不自由なく完璧に話すことができたのは、母語のフランス語のほかは、スペイン統治者として本格的に学習・使用したスペイン語くらいであった。ドイツ語とイタリア語については完全ではなく、ラテン語も話せたが不十分であった。

## 称号一覧
- 1519年6月28日 - 1558年2月24日：神聖ローマ皇帝 カール5世
- 1516年3月14日 - 1556年1月16日：スペイン国王（カスティーリャ国王・レオン国王・ナバラ国王） カルロス1世
- 1516年3月14日 - 1556年1月16日：アラゴン国王・シチリア王国 カルロス1世
- 1516年3月14日 - 1554年7月25日：ナポリ国王 カルロ4世
- 1516年3月14日 - 1554年7月25日：サルデーニャ国王 カルロ1世
- 1519年6月28日 - 1530年2月24日：ローマ王 カロルス5世
- 1519年1月12日 - 1521年：オーストリア大公 カール1世
- 1506年9月25日 - 1556年1月16日：ブルゴーニュ公 シャルル2世
- 1506年9月25日 - 1555年10月25日：ブラバント公 シャルル2世
- 1506年9月25日 - 1555年10月25日：リンブルフ公 シャルル2世
- 1506年9月25日 - 1555年10月25日：ルクセンブルク公 カール3世
- 1506年9月25日 - 1556年2月5日：ブルゴーニュ伯 シャルル2世
- 1506年9月25日 - 1555年10月25日：ナミュール辺境伯 シャルル2世
- 1506年9月25日 - 1555年10月25日：フランドル伯 シャルル3世
- 1506年9月25日 - 1555年10月25日：エノー伯 シャルル2世
- 1506年9月25日 - 1555年10月25日：ホラント伯 カレル2世
- 1506年9月25日 - 1555年10月25日：ゼーラント伯 カレル2世
- 1543年9月12日 - 1555年10月25日：ゲルデルン公 カール3世
- 1543年9月12日 - 1555年10月25日：ズトフェン伯 カレル2世
- 1506年9月25日 - 1555年10月25日：下ロタリンギア公 シャルル2世
- 1506年9月25日 - 1555年10月25日：アルトワ伯 シャルル2世
- 1506年9月25日 - 1556年2月5日：シャロレー伯 シャルル2世

称号がすべてついた場合、以下のようになる。
カール、神の恩寵によるローマ皇帝・永遠の尊厳者・ローマ王・イタリア王・全スペインの国王及びカスティーリャ王国・アラゴン国王・レオン国王・ナバラ国王・グラナダ王・トレド王・バレンシア国王・ガリシア国王・マヨルカ国王・セビーリャ王・コルドバ王・ムルシア王・ハエン王・アルガルヴェ国王・アルヘシラス王・ジブラルタル王・カナリア諸島の王・両シチリア国王及びサルデーニャ国王・コルシカ王・エルサレム国王・東インド及び西インドの王・大洋と島々の君主・オーストリア大公・ブルゴーニュ公・ブラバント公・ロレーヌ公・シュタイアーマルク公・ケルンテン公・クライン公・リンブルフ公・ルクセンブルク公・ヘルダーラント公・アテネ公・ネオパトラス公・ヴュルテンベルク公・アルザス辺境伯・シュヴァーベン公・アストゥリアス公・カタルーニャ公・フランドル伯・ハプスブルク伯・チロル伯・ゴリツィア伯・バルセロナ伯・アルトワ伯・ブルゴーニュ伯・エノー伯・ホラント伯・ゼーラント伯・フェレット伯・キーブルク伯・ナミュール伯・ルシヨン伯・サルダーニャ伯・ズトフェン伯・神聖ローマ帝国の辺境伯・ブルガウ辺境伯・オリスターノ辺境伯・ゴチアーノ辺境伯・フリジア・ヴェンド・ポルデノーネ・バスク・モリン・サラン・トリポリ・メヘレンの領主。

## 年表
- 1500年：フランドル・ガンに生まれる。
- 1516年：母方の祖父フェルナンド2世の死後、スペイン国王カルロス1世として即位（スペイン・ハプスブルク朝の開始）。一部は正式には女王フアナの王権代行である（フアナは精神を病んでいたため、カールが実質的に統治）。
- 1517年：初めてのスペイン入り。マゼランを西回り航路艦隊の長に任命。
- 1519年：父方の祖父マクシミリアン1世が死去し、神聖ローマ皇帝の選出選挙が行われる。フランス国王フランソワ1世と争った末に、神聖ローマ皇帝カール5世として即位。選挙資金はフッガー家の支援を得る。同年9月にマゼランの艦隊が出発。
- 1521年：帝国議会にマルティン・ルターを喚問。ルター派の禁止を決定。同年、皇帝軍・教皇軍がフランス占領下のミラノ公国を侵攻（1521年 - 1544年の間にフランソワ1世との間で行われた一連の戦闘をイタリア戦争という）。
- 1522年：マゼランの艦隊が帰還、世界一周を達成。船長フアン・セバスティアン・エルカーノに称号を授ける（マゼランはフィリピンで戦死）。
- 1525年：パヴィアの戦いで捕虜になったフランソワ1世がスペインに送られる。同年、ポルトガル王女イザベルと結婚。
- 1526年：ルター派を黙認、教皇クレメンス7世がフランスと同盟（コニャック同盟）。
- 1527年：コニャック同盟への報復措置として皇帝軍がローマに侵攻（ローマ略奪）。
- 1529年：オスマン帝国による第一次ウィーン包囲、ルター派を再び禁止。
- 1530年：フィレンツェ侵攻。メディチ家を臣下とし、フィレンツェ公国を建国。ボローニャで教皇クレメンス7世のもと神聖ローマ皇帝の戴冠式。
- 1531年：ブルッヘの取引所を、新設のアントワープ証券取引所に移転する。
- 1532年：オスマン帝国の脅威に備えるためプロテスタント諸侯に一定の譲歩、ニュルンベルクの和議を結ぶ。
- 1535年：オスマン帝国艦隊を破る。
- 1538年：プレヴェザの海戦でオスマン帝国に大敗。地中海の制海権を失う。
- 1539年：プロテスタント諸侯と休戦。
- 1541年：ラス・カサスと会談し、スペイン人によるアメリカ先住民虐殺の報告を受ける。
- 1545年：オスマン帝国と休戦。トリエント公会議が始まる（カール5世はカトリックとプロテスタントの和解を望む）。
- 1546年：プロテスタント諸侯と対立。シュマルカルデン戦争。
- 1547年：プロテスタント諸侯を破る。
- 1552年：シュマルカルデン同盟の指導者のザクセン選帝侯モーリッツに破れる。弟のローマ王フェルディナントはモーリッツとの間でパッサウ条約を締結。
- 1555年：母フアナが死去し、正式にスペイン国王になる。アウクスブルクの和議でルター派を許容。
- 1556年：スペイン国王・神聖ローマ皇帝を退位、修道院に隠棲。
- 1558年：死去。

## カール5世が登場するフィクション
- カール5世 (オペラ) - エルンスト・クルシェネクが作曲した、カール5世を題材としたオペラ。
- カルロス〜聖なる帝国の覇者〜 - カルロス1世（カール5世）を主人公としたスペインのテレビドラマ。